# Мечеть Абдуль Гаффур
Мечеть Абдуль Гаффур (малайский язык Masjid Abdul Gaffoor; китайский язык: 阿都卡夫回教堂) — мечеть в Сингапуре.
Мечеть была построена в 1907 году, а масштабная реставрация здания была завершена в 2003 году. Мечеть также известна следующими различными названиями: Мечеть Данлоп или Индийская мечеть.

## История

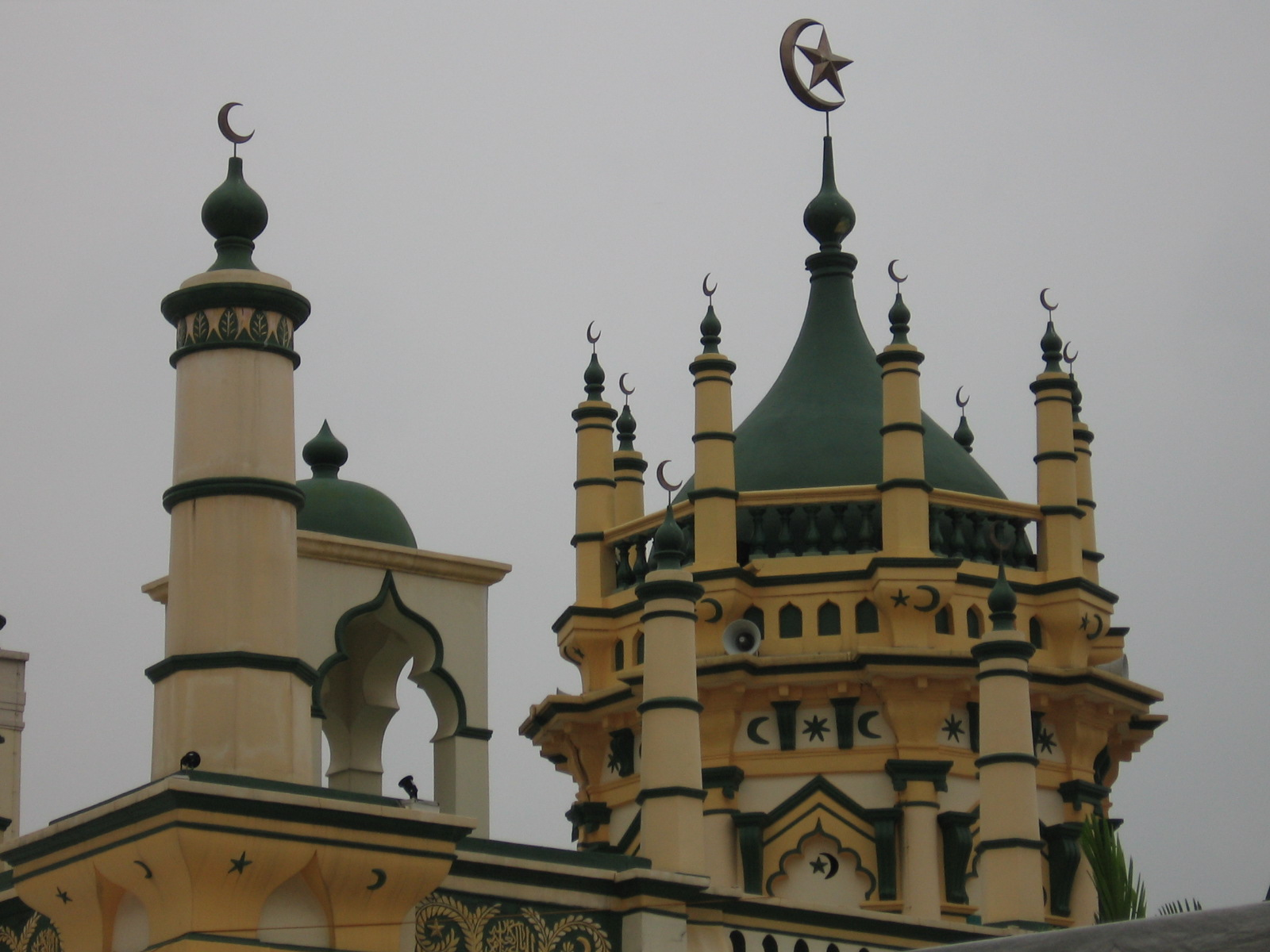
Крыша с минаретами

Первоначальное здание мечети, известное как Масджид Аль-Абрар, представляло собой деревянную конструкцию с черепичной кровлей, построенную в 1846 году для религиозных нужд южноиндийских мусульман-торговцев и конюхов, проживавших в этом районе.
14 ноября 1881 года был учреждён попечительский фонд мечети. Абдуль Гаффур, занимавший должность главного клерка в юридической компании, назначен управляющим мечетью. В 1921 году кладбище при мечети было закрыто.
В 1887 году Абдуль Гаффур предложил лавочникам торговать под навесами мечети. В результате, арендная плата от данных торговых точек в 1903 году пополнила бюджет, позволив профинансировать строительство нового комплекса мечети.
Строительство началось в 1907 году, дата завершения работ не была определена. В 1910 году, когда строительство новой мечети было частично завершено, старую мечеть снесли. На момент смерти Абдуль Гаффура в 1919 году, строительство оставалось незавершенным. После его смерти его сын передал управление мечетью властям. В 1927 году здание было полностью построено.
Мечеть Абдуль Гаффур является национальным памятником Сингапура с 13 июля 1979 года.

## Архитектурные особенности

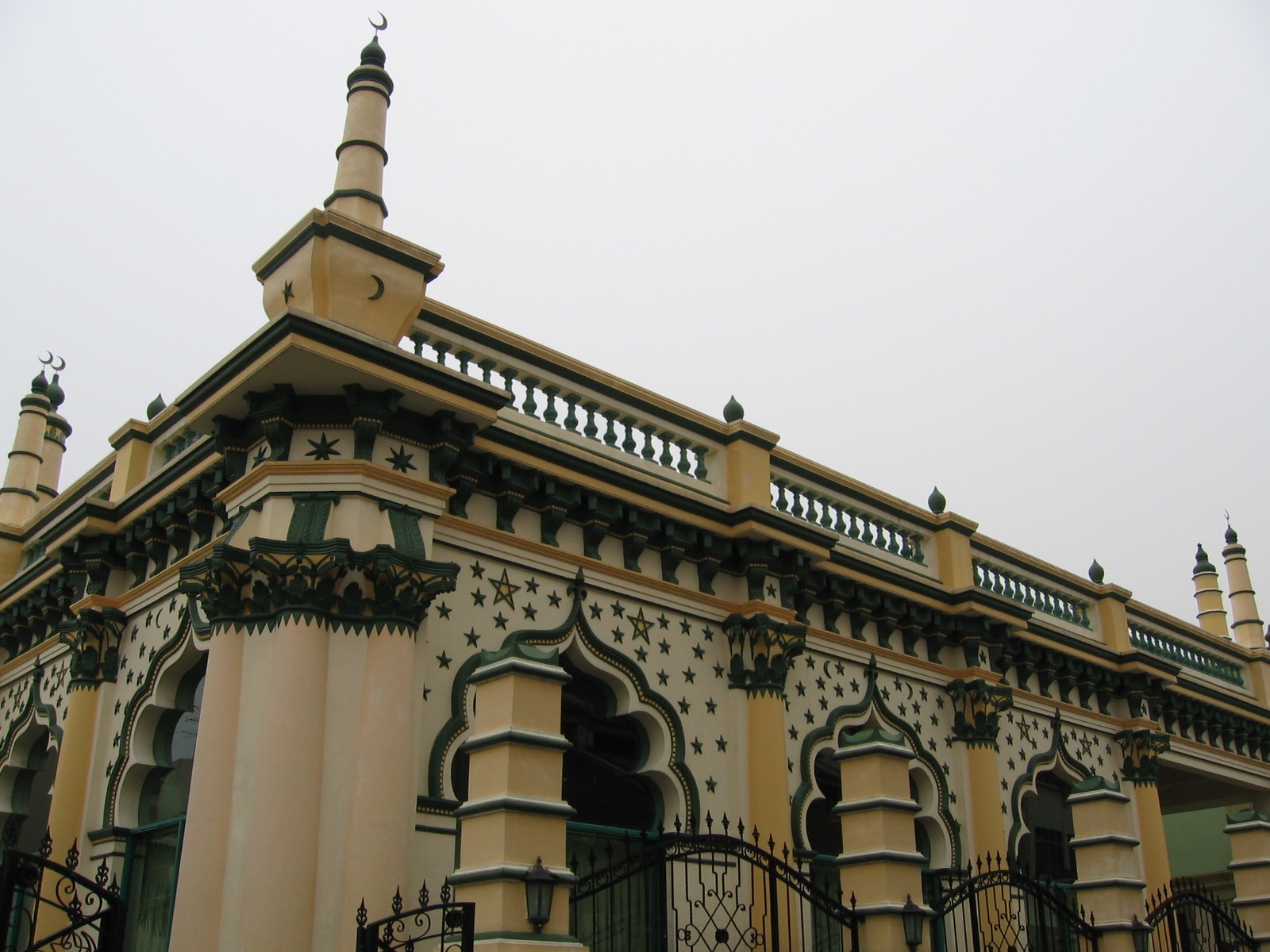
Вид с боку, арки с узорами, звёздами и полумесяцем

Несмотря на проблемы с финансированием, Мечеть Абдуль Гаффур богата архитектурными особенностями.

### Особенности
- Молитвенный зал поднят выше основания и окружен верандами у входа и по сторонам. Он ориентируем к Мекке и таким образом искажает линию улицы.
- Веранды приложены балюстрадой с круглыми и открытиями формы ланцета и украшены повторными арками в форме пятилистника, двойным сводом с тяжелыми карнизами. Пролёты размечены пилястрами с декоративными капиталами. Широкие пролёты дают интерьеру легкость, которая контрастирует с тяжелыми колоннами в центре молитвенного зала.
- С обеих сторон главного входа выгнутые ниши в форме пятилистников. Большие являются самыми близкими ко входу, в то время как меньшие — дальше по проходу.
- Главный вход в молитвенный зал — имеет сложные солнечные часы, в которых 25 лучей солнечных лучей сделаны в стиле арабской каллиграфии. Солнечные часы обрамляются с обеих сторон рядом пилястров и колонок в миниатюре. Фронтон выше солнечных часов сформирован как луковый купол. Два квадратных минарета слева и справа полны миниатюрных колонок и арок.
- Есть группы с каллиграфическими надписями в нескольких местах в мечети, включая вход.
- Интерьер купола в центре молитвенного зала поддержан четырьмя большими колоннами, которые формируют полукруглые арки. Квадратные и круглые каллиграфические надписи украшают интерьер купола.
- У колонн группы, которые держат купол, есть сложные карнизы и капиталы.
- От внешности купол появляется из палубы крыши как башня шестиугольной формы, которая разделена на три уровня и размечена с дорическими пилястрами.
- На первом уровне башни восемь окон в форме пятилистника с цветными стеклянными стеклами, которые пропускают свет в интерьер. Эти окна украшены расположенным михраб-имеющим-форму карниза и арками пятилистника.
- Второй уровень имеет пилястры, капиталы и балюстраду с перилами.
- Есть минареты в углах шестиугольника. Эти минареты коронованы куполами луковой формы с полумесяцем и звездой на башенке. Самый центр шестиугольника коронован большим луковым куполом, с меньшим луковым куполом поверх. На башенке звезда и полумесяц.
- У углов передней веранды есть более простые и менее сложные купола.
- Четыре угла здания приставлены большими коринфскими колонками в группе со сложными капиталами. У интерьера и внешности мечети есть несколько типов колонн и пилястров. Они и структурные и декоративные, с диапазоном от дорического до коринфского стиля. Колонны могут быть соединены пилястрами, и пилястры могут быть вставлены в колонны.
- Михраб прост. Есть узкая прямоугольная группа вязи с цитатой из Корана чуть выше него. Рядом с михрабом минбар, лестница сделана из древесины с тремя ступеньками.
- Выше молитвенного зала — плоская крыша, окруженная стеной парапета перилами. 22 маленьких минарета с шестью уровнями, коронованных луковыми куполами, каждым с полумесяцем. Миниатюрные минареты стоят на пилястрах.
- Есть также тип единственного покрытого листвой окна, которое расположено и создано сложной аркой пятилистника.
- Комнаты для очищения в этой мечети был первоначально объединены. Чуть позже её сделали вне мечети — она расположена снаружи, в юго-западном конце мечети.